# Údlice
Údlice település Csehországban, Chomutovi járásban. Údlice Chomutov, Bílence, Droužkovice, Všehrdy, Nezabylice, Všestudy és Pesvice településekkel határos. Lakosainak száma 1322 fő (2024. január 1.).

## Népesség
A település lakosságának változását az alábbi diagram mutatja:
| Lakosok száma | 2007 | 2289 | 2666 | 1544 | 1037 | 1057 | 1176 | 1249 | 1208 | 1322 |
|               | 1869 | 1900 | 1921 | 1961 | 1980 | 2011 | 2016 | 2019 | 2021 | 2024 |